# Xã Leslie, Quận Todd, Minnesota
Xã Leslie (tiếng Anh: Leslie Township) là một xã thuộc quận Todd, tiểu bang Minnesota, Hoa Kỳ. Năm 2010, dân số của xã này là 642 người.